# نیایشگاه صائبین
نیایشگاه صائبین مربوط به سدهٔ ۹ و ۱۰ ه‍.ق است و در شوشتر، روبروی کشتارگاه، کناررود گرگر واقع شده و این اثر در تاریخ ۲۰ آذر ۱۳۷۹ با شمارهٔ ثبت ۲۹۱۵ به‌عنوان یکی از آثار ملی ایران به ثبت رسیده است.